# Crateromorpha
Crateromorpha is een geslacht van sponsdieren uit de klasse van de Hexactinellida.

## Soorten
- Crateromorpha (Aulochone) cylindrica (Schulze, 1886)
- Crateromorpha (Aulochone) haliprum Tabachnick & Lévi, 2004
- Crateromorpha (Aulochone) lilium (Schulze, 1886)
- Crateromorpha (Aulochone) pedunculata (Ijima, 1927)
- Crateromorpha (Caledochone) caledoniensis Tabachnick, 2002
- Crateromorpha (Craterochone) bermudensis Tabachnick, 2002
- Crateromorpha (Crateromorpha) lankesteri Kirkpatrick, 1902
- Crateromorpha (Crateromorpha) meyeri Gray, 1872
- Crateromorpha (Crateromorpha) murrayi Schulze, 1886
- Crateromorpha (Crateromorpha) pachyactina Ijima, 1898
- Crateromorpha (Crateromorpha) thierfelderi Schulze, 1886
- Crateromorpha (Crateromorpha) tumida Schulze, 1886
- Crateromorpha (Neopsacas) krinovi Menshenina, Tabachnick & Janussen, 2007
- Crateromorpha (Neopsacas) obi Menshenina, Tabachnick & Janussen, 2007
- Crateromorpha (Neopsacas) variata Tabachnick, 2002